# Ludwig Börne
Ludwig Börne (Frankfurt am Main, 1786. május 6. – Párizs, 1837. február 12.) német író.

## Élete
Zsidó parasztcsaládból származott, a frankfurti gettóban született, ahol édesapja váltóüzér volt. Berlinben és Halléban orvosi, majd Heidelbergben és Giessenben államtudományokat tanult 1808-ig, majd 1811-ben szülővárosában rendőrtisztviselő lett, de már 1814-ben, midőn Frankfurt mint szabad város visszanyerte régi alkotmányát, mivel zsidó volt, nyugdíjba küldték. Ezért kényszerűségből, a publicisztikára adta magát és egyúttal 1817-ben az evangélikus hitre tért át. Egy időben kiadott folyóiratai (Die Waage, Die Zeitung der Stadt Frankfurt, Zeitschwingen) éles és élces stílusukkal nagy tetszést arattak, de rövid életűek voltak. 1822-től mint Cotta különböző vállalatainak levelezője volt Párizsban, később különböző német városokban tartózkodott (Frankfurt, Heidelberg, Berlin, Hamburg), mígnem apja halála (1827) őt vagyonilag függetlenné tette, mire a júliusi forradalom (1830) őt ismét és állandóan Párizsba vonta. Itt letelepedett, és a szellemi emigráció vezéralakja lett. Itt érte őt a halál 1837-ben.
Szélesebb körökben összegyűjtött dolgozatai (1829-34, 8 kötet) tették nevét ismertté; de nagy jelentőségű és befolyású íróvá csak a júliusi forradalom után lett. Kisebb tréfái és élces dolgozatai (Monographie der deutschen Postschnecke, Der Narr im weissen Schwan, Der Esskünstler, Denkrede auf Jean Paul stb.) szellemes felfogás, éles ész és szép stílus által kitűnőek. Leghatásosabb műve, párizsi levelei (Briefe aus Páris, 1832-34) kitűnően vannak megírva, de túlzók és kíméletlenek minden az övétől eltérő vélemény iránt. A német viszonyoknak elkeseredett és igazságtalan megítélése tiszteletreméltó meggyőződésből származik, de mélyen sértette a német hazafiakat. Még hevesebb utolsó műve: Menzel der Franzosenfresser (1836), melyben utoljára kifejtette kedvelt eszméjét: a német és francia nép szövetségét a szabadság védelmére. Jellemes, őszinte ember volt, aki tévedhetett, de mindig meggyőződése szerint írt és cselekedett. Művei ma már csak történeti érdekűek; célzásai sokszor máris érthetetlenek. Munkái 1862-ben jelentek meg 12 kötetben (Hamburg) és 1877-ben 3 kötetben (Reclam). Válogatott rajzait és elbeszéléseit magyarra fordította Luby Sándor (1880). Heine könyve Börnéről (1840) tele van aljas rágalmakkal és gyanúsításokkal. Börne legjobb életrajzát Michael Holzmann írta (1888).

## Nézetei
- társadalmi igazság, szabadság, egyenjogúság vágya
- újságja: „a kor naplója”, polgári élet, tudomány, művészet
- német szabadságvágy: „Szabad németek akarunk lenni!”
- a szabadságfogalom megvalósulási lehetőségeit vizsgálja
- hadjáratot visel a filiszterek ellen

## Művei
- Párizsi karcolatok (1822-1824)
- Párizs levelek (1832-1834)
- Menzel a franciafaló (1837)

## Jelentősége
- a haladók mintaképe, szolidaritásban áll a „Junges Deutschland”-dal

## Művei

### Németül
- Börne, Ludwig (Hg): Die Wage. Eine Zeitschrift für Bürgerleben, Wissenschaft und Kunst. 2 Bde. Frankfurt/M.: Hermann 1818/20; Frankfurt/M., Tübingen: Laupp, 1820/21 [Nachdruck:] Glashütte/Taunus: Auvermann. Reprint 1972
- Börne, Ludwig: Gesammelte Schriften. 8 Bde. Hamburg: Hoffmann u. Campe, 1829–1834
- Börne, Ludwig: Briefe aus Paris. 1830–1831. 2 Bde. Hamburg: Hoffmann u. Campe, 1832
- Börne, Ludwig: Briefe aus Paris. 1831–1832. 2 Bde. Paris: Brunet, 1833
- Börne, Ludwig: Briefe aus Paris. 1832–1834. 2 Bde. Paris: Brunet, 1834
- Börne, Ludwig: Menzel der Franzosenfresser. Paris: Barriot, 1837
- Ludwig Börne's Urtheil über H. Heine. Ungedruckte Stellen aus den Pariser Briefen. Frankfurt/M.: Sauerländer, 1840
- Börne, Ludwig: Nachgelassene Schriften. 6 Bde. Mannheim: Bassermann, 1844–1850
- Ludwig Börnes gesammelte Schriften. Vollständige Ausgabe in sechs Bänden nebst Anhang: Nachgelassene Schriften in zwei Bänden. Mit Börnes Bildnis, einem Briefe in Faksimile und einer biographisch- kritischen Einleitung von Alfred Klaar. Leipzig: Hesse [1899]
- Börnes Werke. Historisch-kritische Ausgabe in zwölf Bänden. Hg. von Ludwig Geiger in Verbindung mit Jules [recte: Joseph] Dresch, Rudolf Fürst, Erwin Kalischer, Alfred Klaar, Alfred Stern u. Leon Zeitlin. Berlin, Leipzig, Wien, Stuttgart: Bong [1911-1913]. Bd. 1-3, 6-7, 9 [mehr nicht erschienen]
- Denkrede auf Jean Paul (1924) UB Bielefeld
- Börne, Ludwig: Sämtliche Schriften. Hg. v. Inge und Peter Rippmann. Bde. 1-3: Düsseldorf: Melzer, 1964; Bde. 4-5: Darmstadt: Melzer, 1968 [Auch als Taschenbuchausg. in 5 Bdn. (Dreieich: Melzer, 1977)] Zu dieser Ausgabe erschien ein kommentierter Index:
- Rippmann, Inge: Börne- Index. Historisch-biographische Materialien zu Ludwig Börnes Schriften und Briefen. Ein Beitrag zur Geschichte und Literatur des Vormärz. 2 Bde., Berlin u. New York: de Gruyter, 1985
- Ludwig Börne. Spiegelbild des Lebens. Aufsätze zur Literatur. Ausgewählt und eingeleitet von Marcel Reich-Ranicki. Frankfurt/M.: Insel Verlag, 1993
- Ludwig Börnes Goethe-Kritik. Nach den Handschriften und Erstdrucken hrsg. v. Christoph Weiß. Mit einem Nachwort von Inge Rippmann. Hannover, 2004 (= Fundstücke, Bd. 2)

### Magyarul
- Rajzok, elbeszélések és vegyes dolgozatok Börne Lajos irataiból; ford. Luby Sándor; Franklin Ny., Bp., 1880
- Párizsi levelek; vál., ford., bev., jegyz. Szilágyi András; Kriterion, Bukarest, 1975 (Téka)